# アミパラ
株式会社アミパラ（Amipara Corporation.）は、岡山県岡山市に本社を置き、アミューズメント施設やボウリング場を手掛ける企業。

## 概要
1986年4月に設立され、1989年11月にアミューズメント施設事業へ進出。「アミパラ」のブランドで、主に中国・四国地方においてアミューズメント施設やボウリング場を展開している。コンセプトは「大人になっても しっかり遊ぶ」。また、中国・四国地方におけるアーケードゲームメーカーのロケテスト店舗に指定される場合がある他、各種イベントにおいても、『鉄拳7』のイベントは、「ケロットカップ」の名前で、同じ岡山県に本社がある山佐所属のプロゲーマーを招聘して開催している。
2019年8月31日にはゲーセンミカドとのコラボ店舗である「アミパラ広島×ゲーセンミカド」がアミパラ広島店内にオープンした。
経営破綻した同業者の店舗跡地にも出店する場合もあり、2015年から2016年にかけて、2015年1月に破産手続開始決定を受けたケイ・キャット（大阪府堺市、2017年9月に法人格消滅）の店舗跡地の内、4店舗の跡地に出店して「アミパラ」の店舗としてオープンさせたのを足掛かりに、近畿地方へも本格的に進出した。また、2019年8月から10月にかけて、同年2月に破産手続開始決定を受けたエッグボックス（愛知県大府市、2021年3月に法人格消滅）の店舗跡地の内、3店舗の跡地に出店して「アミパラ」の店舗としてオープンした。

## 店舗情報
東は三重県から、西は長崎県にかけて店舗を展開している。現行店舗は店舗情報を参照。